# Nils Georg Sörensen
Nils Georg Sörensen, född den 21 februari 1833 i Drøbak, Norge, död den 21 juli 1917 i Stockholm, var en norsk affärsman inom såg- och trävaruindustrin, bosatt i Stockholm.

## Biografi
Efter att ha verkat som affärsman, inriktade sig Sörensen tillsammans med en kompanjon på export av svenska skogsprodukter till Spanien genom firman Astrup & Sörensen och han skapade sig därigenom en förmögenhet. Exportfirman avvecklades emellertid efter ett tiotal år och då grundande Sörensen 1874 träförädlingsverket Säfveåns Fabrikers AB. Det byggdes upp på Sävenäs egendom i Gamlestaden, Göteborg som han inköpt 1872. Bolaget utvecklades till en av Sveriges största träindustrier i början av 1900-talet och förädlade trävaror, främst lådämnen för export.
Han gifte sig 1871 med Lizinka af Ugglas och köpte 1872 det gamla Fersenska palatset i Stockholm som döptes om till Sörensenska palatset. Han lät även uppföra Torreby slott i nuvarande Munkedals kommun, vilket ritades av Adolf Emil Melander.

## Eftermäle
I stadsdelen Björkekärr i Göteborg bär gatorna gruppnamn som anknyter till träindustrin och Sörensens gata är uppkallad efter Niels Georg Sörensen.